# Hikaru Kitagawa
Hikaru Kitagawa (北川 ひかる?, Kitagawa Hikaru; Kanazawa, 10 maggio 1997) è una calciatrice giapponese, difensore dell'Everton e della nazionale giapponese.

## Carriera

### Nazionale
Nel marzo 2017, Kitagawa è convocata nella nazionale giapponese in occasione della Algarve Cup 2017, dove esordisce nella partita contro la Spagna. In tutto, Kitagawa ha giocato 5 partite con la nazionale giapponese.

## Statistiche

### Cronologia presenze e reti in nazionale
| Cronologia completa delle presenze e delle reti in nazionale ― Giappone | Cronologia completa delle presenze e delle reti in nazionale ― Giappone | Cronologia completa delle presenze e delle reti in nazionale ― Giappone | Cronologia completa delle presenze e delle reti in nazionale ― Giappone | Cronologia completa delle presenze e delle reti in nazionale ― Giappone | Cronologia completa delle presenze e delle reti in nazionale ― Giappone         | Cronologia completa delle presenze e delle reti in nazionale ― Giappone | Cronologia completa delle presenze e delle reti in nazionale ― Giappone |
| Data                                                                    | Città                                                                   | In casa                                                                 | Risultato                                                               | Ospiti                                                                  | Competizione                                                                    | Reti                                                                    | Note                                                                    |
| ----------------------------------------------------------------------- | ----------------------------------------------------------------------- | ----------------------------------------------------------------------- | ----------------------------------------------------------------------- | ----------------------------------------------------------------------- | ------------------------------------------------------------------------------- | ----------------------------------------------------------------------- | ----------------------------------------------------------------------- |
| 1-3-2017                                                                | Algarve                                                                 | Giappone                                                                | 1 – 2                                                                   | Spagna                                                                  | Algarve Cup 2017                                                                | -                                                                       |                                                                         |
| 3-3-2017                                                                | Algarve                                                                 | Giappone                                                                | 2 – 0                                                                   | Islanda                                                                 | Algarve Cup 2017                                                                | -                                                                       |                                                                         |
| 27-7-2017                                                               | Seattle                                                                 | Giappone                                                                | 1 – 1                                                                   | Brasile                                                                 | Tournament of Nations 2017                                                      | -                                                                       |                                                                         |
| 30-7-2017                                                               | San Diego                                                               | Giappone                                                                | 2 – 4                                                                   | Australia                                                               | Tournament of Nations 2017                                                      | -                                                                       |                                                                         |
| 3-8-2017                                                                | Carson                                                                  | Giappone                                                                | 0 – 3                                                                   | Stati Uniti                                                             | Tournament of Nations 2017                                                      | -                                                                       |                                                                         |
| 23-7-2022                                                               | Kashima                                                                 | Giappone                                                                | 4 – 1                                                                   | Taipei cinese                                                           | Campionato femminile di calcio della Federazione calcistica dell'Asia orientale | -                                                                       | 46’                                                                     |
| 28-2-2024                                                               | Tokyo                                                                   | Giappone                                                                | 2 – 1                                                                   | Corea del Nord                                                          | Qual. Olimpiadi 2024                                                            | -                                                                       | 89’                                                                     |
| 9-4-2024                                                                | Columbus                                                                | Giappone                                                                | 1 – 1                                                                   | Brasile                                                                 | SheBelieves Cup 2024                                                            | -                                                                       | 78’                                                                     |
| 31-5-2024                                                               | Murcia                                                                  | Giappone                                                                | 2 – 0                                                                   | Nuova Zelanda                                                           | Amichevole                                                                      | -                                                                       |                                                                         |
| 31-5-2024                                                               | Murcia                                                                  | Giappone                                                                | 4 – 1                                                                   | Nuova Zelanda                                                           | Amichevole                                                                      | -                                                                       | 46’                                                                     |
| 13-7-2024                                                               | Kanazawa                                                                | Giappone                                                                | 4 – 0                                                                   | Ghana                                                                   | MS&AD Cup                                                                       | -                                                                       |                                                                         |
| 28-7-2024                                                               | Parigi                                                                  | Brasile                                                                 | 1 – 2                                                                   | Giappone                                                                | Olimpiadi 2024 - 1º turno                                                       | -                                                                       | 80’                                                                     |
| 31-7-2024                                                               | Bordeaux                                                                | Giappone                                                                | 3 – 1                                                                   | Nigeria                                                                 | Olimpiadi 2024 - 1º turno                                                       | 1                                                                       | 60’                                                                     |
| Totale                                                                  |                                                                         | Presenze                                                                | 13                                                                      |                                                                         | Reti                                                                            | 1                                                                       |                                                                         |

## Palmarès

### Club
- Coppa dell'Imperatrice: 1

INAC Kobe Leonessa: 2023

### Nazionale
- Campionato femminile di calcio della Federazione calcistica dell'Asia orientale: 1

2022
- SheBelieves Cup: 1

2025